# 775
Cette page concerne l'année 775  du calendrier julien. Pour l'année 775 av. J.-C., voir 775 av. J.-C.
L'année 775 est une année commune qui commence un dimanche.

## Événements
- Janvier : lors de l'assemblée des Grands à Quierzy, Charlemagne prépare l'invasion de la Saxe[1].
- 24 février : consécration en présence de Charlemagne de la nouvelle basilique Saint-Denis reconstruite par le vœux de Pépin le Bref[2].
- Mai : Charlemagne tient son plaid général à Düren, avant de partir en campagne en Saxe. Il reconstruit la forteresse d’Eresburg ainsi qu’une autre base fortifiée plus avancée, à Lübbecke, sur les montagnes qui font face à la Weser. Les Saxons parviennent à attaquer la garnison de Lübbecke par la ruse[3].
- 14 septembre : Constantin V meurt de retour d'une campagne contre les Bulgares. Début du règne de son fils Léon IV le Khazar, empereur byzantin (fin en 780). Il se déclare au début de son règne contre l'iconoclasme[4].
- Automne : Charlemagne rentre de son expédition contre les Saxons et passe Noël à Sélestat. Informé par le pape Adrien que le duc de Frioul prépare une insurrection en Italie, il hiverne au pied des Alpes avant de les traverser entre février et mars 776[3].

- 7 octobre[5] : al-Mahdi, fils d’al-Mansur, calife abbasside (775-785). Il tente en vain de réconcilier les Abbassides et les Alides.

- Début du règne en Inde du Nord de Vatsarâja, roi Pratihâra (Rajput) (fin en 800). Il tente de consolider vainement son pouvoir face aux Rashtrakuta[6].
- Le roi de la cité-Etat de Sriwijaya (aujourd'hui Palembang dans le sud de Sumatra en Indonésie) érige un stupa à Chaiya (sud de la Thaïlande)[7].

- Spectaculaire augmentation mondiale de 1,2 % du taux de carbone 14, signature d'un évènement cosmique exceptionnel, visible à l'examen de la croissance des cernes des arbres[8],[9].

## Naissances en 775
- Léon V dit l'Arménien, empereur byzantin (vers 775).

## Décès en 775
- 25 août : Grégoire, abbé de Saint-Martin d'Utrecht et administrateur du diocèse d'Utrecht, en Frise, auprès de son maître saint Boniface[10].
- 14 juin : Ciarán de Disert-Kieran, dit « Kieran le Dévot », religieux irlandais du comté de Meath.
- 14 septembre : Constantin V, empereur byzantin[11].
- 7 octobre : Al-Mansur, calife abbasside[5].